# COVID-19 в ДР Конго
Пандемия COVID-19 в Демократической Республике Конго является частью всемирной пандемии коронавирусной болезни 2019 года (COVID-19), вызванной коронавирусом тяжелого острого респираторного синдрома 2 (SARS-CoV-2). Было подтверждено, что вирус достиг Демократической Республики Конго 10 марта 2020 года. Все первые несколько подтвержденных случаев были прибыты извне.

## Предыстория
Демократическая Республика Конго является одной из беднейших стран мира, и доступ к медицинскому обслуживанию здесь ограничен. ДРК борется с эпидемией лихорадки Эбола в Киву с 2018 года, и эта эпидемия продолжалась, когда начался кризис COVID-19.
10 января 2020 года Всемирная организация здравоохранения (ВОЗ) подтвердила, что новый коронавирус стал причиной респираторного заболевания у группы людей в городе Ухань, провинция Хубэй, Китай, о котором ВОЗ сообщила 31 декабря 2019 года.
ВОЗ через своего генерального директора Тедроса Адханома 27 февраля 2020 года выразила «самую большую озабоченность» по поводу Африки, особенно Африки к югу от Сахары, подчеркнув недостатки систем здравоохранения большинства стран региона.

### Меры профилактики
Школы, бары, рестораны и места проведения культа были закрыты. 19 марта, президент Феликс Чисекеди объявил о приостановке полетов. После чего было введено чрезвычайное положение и закрыты границы.

## История

### Март 2020 г.
10 марта в стране был зарегистрирован первый случай заболевания. Первоначально сообщалось, что это был гражданин Бельгии, который посетил страну, а затем был помещен на карантин в больницу в Киншасе. Министр здравоохранения ДРК Этени Лонгондо заявил, что ситуация «под контролем» и что «нет необходимости паниковать». Национальность и история путешествиника первого случая оказались неверными. На самом деле это был гражданин Конго, который вернулся из Франции и обратился в службы здравоохранения. Неспособность сообщить точные подробности о первом случае вызвала упрек со стороны президента Феликса Чисекеди, который заявил на заседании кабинета министров, что министерство здравоохранения действовало «ужасно и посредственно».
Подтверждено, что второй случай был гражданином Камеруна, находившимся в стране, который вернулся из Франции 8 марта. Первоначально бессимптомный, позже у него развились симптомы, и он получил лечение в больнице в Киншасе. После ещё пяти подтвержденных случаев была зарегистрирована первая смерть в стране после объявления о том, что Ангола закроет границу с ДРК.
В течение месяца было подтверждено 109 случаев, восемь из которых умерли, а четверо выздоровели в марте.

### С апреля по июнь 2020 г.
В апреле было зарегистрировано 463 новых случая, в результате чего общее число подтвержденных случаев увеличилось до 572. Число погибших возросло до 31. Число выздоровевших пациентов увеличилось до 65, при этом на конец месяца было 476 активных случаев. В мае было зарегистрировано 2476 новых случаев, в результате чего общее число подтвержденных случаев достигло 3048. Число погибших увеличилось более чем вдвое и составило 71 человек.
1 июня в Мбандаке была объявлена новая вспышка лихорадки Эбола. В связи с пандемией COVID-19, продолжающейся эпидемией лихорадки Эбола в Киву и крупнейшей в мире вспышкой кори ситуация была описана Красным Крестом как «идеальный шторм». 16 июня толпа устроила обыск в центре лечения коронавируса в Южном Киву в ответ на убийство молодого человека, который, по слухам, был убит полицией, обеспечившей соблюдение комендантского часа из-за вируса. 29 июня 2020 года Альберт М’пети Бийомбо, заместитель министра здравоохранения ДРК, написал письмо премьер-министру, в котором обвинил членов кабинета в сговоре с сетями внутри министерства здравоохранения с целью хищения средств правительства и его партнеров по оказанию помощи.
В июне было зарегистрировано 3990 новых случаев, в результате чего общее число подтвержденных случаев достигло 7038. Число погибших возросло до 169 человек.

### С июля по сентябрь 2020 г.
В июле был зарегистрирован 2031 новый случай, в результате чего общее число подтвержденных случаев увеличилось до 9069. Число погибших возросло до 214. Число выздоровевших пациентов достигло 6796, в результате чего на конец месяца осталось 2059 активных случаев. В августе было зарегистрировано 1028 новых случаев заболевания, в результате чего общее число подтвержденных случаев достигло 10097. Число погибших возросло до 260 человек. На конец месяца было зарегистрировано 706 активных случаев заболевания. В сентябре было зарегистрировано 534 новых случая заболевания, в результате чего общее число подтвержденных случаев достигло 10631. Число погибших возросло до 272 человек. Число выздоровевших пациентов увеличилось до 10129, в результате чего к концу месяца осталось 230 активных случаев.

### С октября по декабрь 2020 г.
В октябре было зарегистрировано 764 новых случая заболевания, в результате чего общее число подтвержденных случаев достигло 11395. Число погибших возросло до 308 человек. Число выздоровевших пациентов увеличилось до 10790, в результате чего на конец месяца осталось 297 активных случаев. В ноябре было зарегистрировано 1377 новых случаев заболевания, в результате чего общее число подтвержденных случаев достигло 12772. Число погибших возросло до 333 человек. Число выздоровевших пациентов увеличилось до 11585, оставив 854 активных случая на конец месяца.
18 ноября правительство объявило, что ему удалось сдержать вспышку лихорадки Эбола в Экваториальной провинции после помощи со стороны Всемирной организации здравоохранения (ВОЗ). Ответные меры включали более 40 000 прививок от Эболы, которые, как и вакцина против COVID-19, должны храниться при сверхнизких температурах. Региональный директор ВОЗ по Африки доктор Матшидисо Моэти заявляет, что ответные меры позволили извлечь несколько уроков для глобальной борьбы с COVID и укрепить местный потенциал.
В декабре было зарегистрировано 4886 новых случаев заболевания, в результате чего общее число подтвержденных случаев достигло 17658. Число погибших возросло до 591 человека. Число выздоровевших пациентов увеличилось до 14701, в результате чего на конец месяца осталось 2366 активных случаев. Моделирование на основе моделей показывает, что 95 % доверительный интервал для изменяющегося во времени числа воспроизводства Rt был ниже 1,0 в декабре и январе.

### С января по март 2021 г.
В январе было зарегистрировано 5113 новых случаев заболевания, в результате чего общее число подтвержденных случаев достигло 22771. Число погибших возросло до 671. Число выздоровевших пациентов увеличилось до 15031, в результате чего на конец месяца осталось 7069 активных случаев. В феврале было зарегистрировано 3190 новых случаев, в результате чего общее число подтвержденных случаев достигло 25961. Число погибших возросло до 707. Число выздоровевших пациентов увеличилось до 18950, в результате чего на конец месяца осталось 6304 активных случая. В марте был зарегистрирован 2181 новый случай, в результате чего общее число подтвержденных случаев достигло 28142. Число погибших возросло до 743. Число выздоровевших пациентов увеличилось до 25444, в результате чего на конец месяца осталось 1955 активных случаев.

### С апреля по июнь 2021 г.
Вакцинация началась 19 апреля, первоначально через механизм COVAX было поставлено 1,7 миллиона доз вакцины Covisield. После введения всего 1700 доз в первую неделю кампании вакцинации представители здравоохранения объявили, что 1,3 миллиона доз будут возвращены для перераспределения в другие страны (495 000 в Анголу, 350 000 в Гану, 250 000 на Мадагаскар, 140 000 в Того и 80 000 в Центральноафриканскую республику).
В апреле было зарегистрировано 1762 новых случая, в результате чего общее число подтвержденных случаев достигло 29904. Число погибших возросло до 768. Число выздоровевших пациентов увеличилось до 26250, в результате чего на конец месяца осталось 2886 активных случаев.
К середине мая вакцину получили только 5000 человек из 90-миллионного населения.
В мае было зарегистрировано 1747 новых случаев, в результате чего общее число подтвержденных случаев достигло 31 651. Число погибших возросло до 782. Число выздоровевших пациентов увеличилось до 27 665, в результате чего на конец месяца осталось 3204 активных случая.
В июне ВОЗ сообщила о всплеске случаев, связанных с индийским (дельта) вариантом. В июне было зарегистрировано 9790 новых случаев, в результате чего общее число подтвержденных случаев увеличилось до 41241. Число погибших возросло до 928. Число выздоровевших пациентов увеличилось до 28412, в результате чего на конец месяца остался 11901 активный случай.

### С июля по сентябрь 2021 г.
В июле было зарегистрировано 8676 новых случаев, в результате чего общее число подтвержденных случаев увеличилось до 49917. Число погибших возросло до 1038. Число выздоровевших пациентов увеличилось до 29944, в результате чего на конец месяца осталось 18935 активных случаев.
В августе было зарегистрировано 4946 новых случаев, в результате чего общее число подтвержденных случаев достигло 54863. Число погибших возросло до 1059. Число выздоровевших пациентов увеличилось до 31054, в результате чего на конец месяца осталось 22750 активных случаев.
В сентябре было зарегистрировано 2074 новых случая, в результате чего общее число подтвержденных случаев достигло 56937. Число погибших возросло до 1084. Число выздоровевших пациентов увеличилось до 47384, в результате чего на конец месяца осталось 8469 активных случаев.

### С октября по декабрь 2021 г.
В октябре было зарегистрировано 628 новых случаев, в результате чего общее число подтвержденных случаев достигло 57 565. Число погибших возросло до 1098. Число выздоровевших пациентов увеличилось до 50 977, в результате чего на конец месяца осталось 5490 активных случаев.
В ноябре был зарегистрирован 741 новый случай, в результате чего общее число подтвержденных случаев достигло 58 306. Число погибших возросло до 1 107. Число выздоровевших пациентов увеличилось до 50 930, в результате чего на конец месяца осталось 6 269 активных случаев.
Наличие штампа омикрон было подтверждено представителями здравоохранения 13 декабря.
В декабре было зарегистрировано 16 487 новых случаев, в результате чего общее число подтвержденных случаев увеличилось до 74 793. Число погибших возросло до 1205. Число выздоровевших пациентов увеличилось до 57 579, в результате чего на конец месяца осталось 16 009 активных случаев. Моделирование, проведенное Региональным бюро ВОЗ для Африки, показывает, что из-за занижения отчетности истинное совокупное число инфекций к концу 2021 года составило около 40 миллионов, а истинное число смертей от COVID-19 — около 27 415.

### С января по март 2022 г.
В январе было зарегистрировано 10716 новых случаев, в результате чего общее число подтвержденных случаев увеличилось до 85509. Число погибших возросло до 1278. Число выздоровевших пациентов увеличилось до 64656, в результате чего на конец месяца осталось 19575 активных случаев.
В феврале было зарегистрировано 629 новых случаев, в результате чего общее число подтвержденных случаев достигло 86 138. Число погибших возросло до 1335 человек.
В марте было зарегистрировано 610 новых случаев, в результате чего общее число подтвержденных случаев достигло 86748. Число погибших возросло до 1337.

### С апреля по июнь 2022 г.
В апреле был зарегистрирован 641 новый случай, в результате чего общее число подтвержденных случаев достигло 87389. Число погибших возросло до 1338.
В мае было зарегистрировано 1813 новых случаев, в результате чего общее число подтвержденных случаев достигло 89202. Число умерших не изменилось.
В июне был зарегистрирован 2191 новый случай, в результате чего общее число подтвержденных случаев достигло 91393. Число погибших возросло до 1375 человек.

### С июля по сентябрь 2022 г.
В июле было зарегистрировано 1063 новых случая, в результате чего общее число подтвержденных случаев достигло 92456. Число погибших возросло до 1391.
В августе было зарегистрировано 179 новых случаев, в результате чего общее число подтвержденных случаев достигло 92 635. Число погибших возросло до 1405 человек.

## Последствия

### Политические
15 марта 2020 года две палаты парламента (Национальная Ассамблея и Сенат) опубликовали совместное заявление, в котором указывалось на приостановку их деятельности с 15 марта по 5 апреля из-за пандемии.
Само правительство также сильно пострадало от коронавируса. Во время специального заседания Совета министров 17 марта у министра национальной экономики Акации Дандупальи Мбонго начали проявляться симптомы. Впоследствии она и её муж дали положительный результат на COVID-19, поскольку были заражены её братом и министром кабинета министров Дидье Бандуболой по возвращении из поездки во Францию. Последний скончался несколько дней спустя, что стало первой смертью конголезского гражданина от вируса. Несколько других министров правительства прошли тестирование на COVID-19 после того, как посетили ту же встречу, но только министр юстиции Селестин Тунда Я. Касенде обнародовал свой «отрицательный» результат теста.
Несколько других людей, близких к президенту Феликсу Чисекеди, дали положительный результат, а некоторые даже умерли, в том числе его дядя и лидер гражданского кабинета Жерар Мулумба Калемба и Жан-Жозеф Мукенди ва Мулумба, Батоннье и бывший политический советник Этьена Чисекеди.
3 апреля бывший министр здравоохранения и член Общего фронта Конго Феликс Кабанге Нумби Муквампа раскритиковал решение правительства ограничить только муниципалитет Гомбе вместо того, чтобы ограничивать всю Киншасу. Он также выразил свое убеждение в том, что правительство не способно помочь беднейшим слоям населения страны, заявив, что он опасается их реакции, если число смертей увеличится.
Политический кризис начал закипать в самом сердце правящей коалиции; председатель Национальной ассамблеи Жаннин Мабунда и председатель Сената Алексис Тамбве Мвамба, оба близкие к бывшему президенту Жозефу Кабиле, обвинили Феликса Чисекеди в том, что он объявил чрезвычайное положение без предварительного разрешения парламента и попытался организовать конгресс, чтобы «исправить эту неправильность.» Президентский лагерь отказался, и Конституционный суд в конечном итоге вынес решение в пользу главы государства. 23 апреля состоялось голосование за продление чрезвычайного положения на две недели, положившее конец политическому кризису.
К 28 мая 2021 года 32 члена парламента ДРК, что составляет 5 % депутатов, умерли из-за COVID.

### Экономические
22 апреля Международный валютный фонд (МВФ) объявил о своем решении выделить 363,27 миллиона долларов, чтобы помочь Демократической Республике Конго в рамках своего плана быстрого кредитования. 27 апреля премьер-министр Сильвестр Илунга объявил, что бюджет в одиннадцать миллиардов долларов, запланированный на 2020 год, не сможет быть выполнен из-за пандемии. Экономический контекст действительно сильно пострадал; ДРК, имеющая экономику, ориентированную на внешний рынок, очень зависит от своей торговли с остальным миром. Этот бюджет, утвержденный в конце 2019 года, в свое время подвергся критике со стороны МВФ, который счел его «нереалистичным».
Кроме того, карантинные меры сложно реализовать и обеспечить с экономической точки зрения, особенно в Киншасе, где большая часть населения живёт в тяжелых условиях. Движение Lutte pour le changement заявило, что опасается «гуманитарной катастрофы или беспорядков», когда власти объявили о закрытии в конце марта 2020 года. Блокировка рискует лишить многих жителей их доходов, а некоторых даже подвергнуть риску голодной смерти, поскольку запрет людям покидать свой дом фактически лишает их возможности зарабатывать деньги, чтобы прокормить себя. Социальное дистанцирование и самоизоляция ставят под угрозу неформальную экономику, в которой занято более 77 % конголезского населения и которая позволяет многим домохозяйствам выживать изо дня в день.

### Социальные
Во время карантина наблюдался всплеск случаев домашнего насилия в отношении женщин, жертвы были вынуждены оставаться взаперти со своими обидчиками. Также наблюдалось увеличение числа разводов в Киншасе.
Рост уровня безработицы, уже имевший место в Киншасе до пандемии, усилился, а также произошел всплеск бандитизма (в первую очередь вооруженного ограбления).
По данным ЮНИСЕФ, после закрытия школ 27 миллионов конголезских детей лишились образования. Созданный в 2019 году министром образования телеканал «Образование-ТВ» предоставил образовательные программы, чтобы попытаться решить эту проблему. 26 апреля 2020 года правительство запустило программу обучения на основе радио. Радио- и телевизионное национальное конголезское радио и радио Окапи также проводили образовательные программы при поддержке ЮНИСЕФ. Также планировалось раздать наборы для обучения 25 миллионам детей.

## Использованная литература
- COVID-19 statistics for Democratic Republic of the Congo — UCT